# سازمان آب‌نگاری بین‌المللی
سازمان آب‌نگاری بین‌المللی (به انگلیسی: International Hydrographic Organization) (اختصاری IHO) یک سازمان بین‌المللی بین‌دولتی است که در سال ۱۹۲۱(میلادی) تأسیس شده و جایگاه مشورتی در سازمان ملل دارد. این سازمان نقش مهمی در تعیین حدود دریاها و تسهیلات نقشه‌برداری دریایی و تعیین حد و مرزهای دریایی است.

فعالیت‌های آب‌نگاری در سطح بین‌المللی توسط سازمان جهانی آب‌نگاری IHO هماهنگ می‌گردد.
این سازمان فنی که نقش مشاوره‌ای برای کشورهای عضو دارد مقر آن در شهر مونت‌کارلو کشور موناکو قرار دارد.
این سازمان در جهت پیشرفت ایمنی و کارایی دریانوردی و بهره‌برداری پایدار و حفاظت از محیط زیست دریای فعالیت می‌نماید. مأموریت این سازمان ایجاد محیطی جهانی که در آن کشورها داده‌های کافی آب‌نگاری و خدمات لازم برای حداکثر بهره‌برداری ممکن را ارائه نمایند می‌باشد.
اهدف این سازمان عبارتند از:
- هماهنگی فعالیت‌های سازمان‌های ملی سرپرستی امور آب‌نگاری کشورهای عضو
- هماهنگی و یکنواختی هرچه بیشتر در نمودارهای دریایی و مدارک مربوطه
- انتخاب روش‌های قابل اعتماد انجام فعالیت‌های آب‌نگاری پی
- پیشرفت علوم مرتبط با آب‌نگاری و تجهیزات مورد استفاده در فعالیت‌های اقیانوس شناسی

این سازمان دارای ۱۴ کمیسیون منطقه‌ای می‌باشد و فعالیت‌های آن توسط سازمان ملل متحد حمایت می‌گردد.

## دولتهای عضو
| کشورهای عضو            | اطلاعات         | جستارهای وابسته |
| ---------------------- | --------------- | --------------- |
| افغانستان              | ۱۹ نوامبر ۱۹۴۶  |                 |
| آلبانی                 | ۱۴ دسامبر ۱۹۵۵  |                 |
| الجزایر                | ۸ اکتبر ۱۹۶۲    |                 |
| آندورا                 | ۲۸ ژوئیه ۱۹۹۳   |                 |
| آنگولا                 | ۱ دسامبر ۱۹۷۶   |                 |
| آنتیگوآ و باربودا      | ۱۱ نوامبر ۱۹۸۱  |                 |
| آرژانتین               | ۲۴ اکتبر ۱۹۴۵   |                 |
| ارمنستان               | ۲ مارس ۱۹۹۲     |                 |
| استرالیا               | ۱ نوامبر ۱۹۴۵   |                 |
| اتریش                  | ۱۴ دسامبر ۱۹۵۵  |                 |
| جمهوری آذربایجان       | ۲ مارس ۱۹۹۲     |                 |
| باهاما                 | ۱۸ سپتامبر ۱۹۷۳ |                 |
| بحرین                  | ۲۱ سپتامبر ۱۹۷۱ |                 |
| بنگلادش                | ۱۷ سپتامبر ۱۹۷۴ |                 |
| باربادوس               | ۹ دسامبر ۱۹۶۶   |                 |
| بلاروس                 | ۲۴ اکتبر ۱۹۴۵   |                 |
| بلژیک                  | ۲۷ دسامبر ۱۹۴۵  |                 |
| بلیز                   | ۲۵ سپتامبر ۱۹۸۱ |                 |
| بنین                   | ۲۰ سپتامبر ۱۹۶۰ |                 |
| بوتان (کشور)           | ۲۱ سپتامبر ۱۹۷۱ |                 |
| بولیوی                 | ۱۴ نوامبر ۱۹۴۵  |                 |
| بوسنی و هرزگوین        | ۲۲ مه ۱۹۹۲      |                 |
| بوتسوانا               | ۱۷ اکتبر ۱۹۶۶   |                 |
| برزیل                  | ۲۴ اکتبر ۱۹۴۵   |                 |
| برونئی                 | ۲۱ سپتامبر ۱۹۸۴ |                 |
| بلغارستان              | ۱۴ دسامبر ۱۹۵۵  |                 |
| بورکینافاسو            | ۲۰ سپتامبر ۱۹۶۰ |                 |
| بوروندی                | ۱۸ سپتامبر ۱۹۶۲ |                 |
| کامبوج                 | ۱۴ دسامبر ۱۹۵۵  |                 |
| کامرون                 | ۲۰ سپتامبر ۱۹۶۰ |                 |
| کانادا                 | ۹ نوامبر ۱۹۴۵   |                 |
| کیپ ورد                | ۱۶ سپتامبر ۱۹۷۵ |                 |
| جمهوری آفریقای مرکزی   | ۲۰ سپتامبر ۱۹۶۰ |                 |
| چاد                    | ۲۰ سپتامبر ۱۹۶۰ |                 |
| شیلی                   | ۲۴ اکتبر ۱۹۴۵   |                 |
| چین                    | ۲۴ اکتبر ۱۹۴۵   |                 |
| کلمبیا                 | ۵ نوامبر ۱۹۴۵   |                 |
| کومور                  | ۱۲ نوامبر ۱۹۷۵  |                 |
| جمهوری کنگو            | ۲۰ سپتامبر ۱۹۶۰ |                 |
| کاستاریکا              | ۲ نوامبر ۱۹۴۵   |                 |
| ساحل عاج               | ۲۰ سپتامبر ۱۹۶۰ |                 |
| کرواسی                 | ۲۲ مه ۱۹۹۲      |                 |
| کوبا                   | ۲۴ اکتبر ۱۹۴۵   |                 |
| قبرس                   | ۲۰ سپتامبر ۱۹۶۰ |                 |
| جمهوری چک              | ۱۹ ژانویه ۱۹۹۳  |                 |
| کره شمالی              | ۱۷ سپتامبر ۱۹۹۱ |                 |
| جمهوری دموکراتیک کنگو  | ۲۰ سپتامبر ۱۹۶۰ |                 |
| دانمارک                | ۲۴ اکتبر ۱۹۴۵   |                 |
| جیبوتی                 | ۲۰ سپتامبر ۱۹۷۷ |                 |
| دومینیکا               | ۱۸ دسامبر ۱۹۷۸  |                 |
| جمهوری دومینیکن        | ۲۴ اکتبر ۱۹۴۵   |                 |
| اکوادور                | ۲۱ دسامبر ۱۹۴۵  |                 |
| مصر                    | ۲۴ اکتبر ۱۹۴۵   |                 |
| السالوادور             | ۲۴ اکتبر ۱۹۴۵   |                 |
| گینه استوایی           | ۱۲ نوامبر ۱۹۶۸  |                 |
| اریتره                 | ۲۸ مه ۱۹۹۳      |                 |
| استونی                 | ۱۷ سپتامبر ۱۹۹۱ |                 |
| اتیوپی                 | ۱۳ نوامبر ۱۹۴۵  |                 |
| فیجی                   | ۱۳ اکتبر ۱۹۷۰   |                 |
| فنلاند                 | ۱۴ دسامبر ۱۹۵۵  |                 |
| فرانسه                 | ۲۴ اکتبر ۱۹۴۵   |                 |
| گابن                   | ۲۰ سپتامبر ۱۹۶۰ |                 |
| گامبیا                 | ۲۱ سپتامبر ۱۹۶۵ |                 |
| گرجستان                | ۳۱ ژوئیه ۱۹۹۲   |                 |
| آلمان                  | ۱۸ سپتامبر ۱۹۷۳ |                 |
| غنا                    | ۸ مارس ۱۹۵۷     |                 |
| یونان                  | ۲۵ اکتبر ۱۹۴۵   |                 |
| گرنادا                 | ۱۷ سپتامبر ۱۹۷۴ |                 |
| گواتمالا               | ۲۱ نوامبر ۱۹۴۵  |                 |
| گینه                   | ۱۲ دسامبر ۱۹۵۸  |                 |
| گینه بیسائو            | ۱۷ سپتامبر ۱۹۷۴ |                 |
| گویان                  | ۲۰ سپتامبر ۱۹۶۶ |                 |
| هائیتی                 | ۲۴ اکتبر ۱۹۴۵   |                 |
| هندوراس                | ۱۷ دسامبر ۱۹۴۵  |                 |
| مجارستان               | ۱۴ دسامبر ۱۹۵۵  |                 |
| ایسلند                 | ۱۹ نوامبر ۱۹۴۶  |                 |
| هند                    | ۳۰ اکتبر ۱۹۴۵   |                 |
| اندونزی                | ۲۸ سپتامبر ۱۹۵۰ |                 |
| ایران                  | ۲۴ اکتبر ۱۹۴۵   |                 |
| عراق                   | ۲۱ دسامبر ۱۹۴۵  |                 |
| جمهوری ایرلند          | ۱۴ دسامبر ۱۹۵۵  |                 |
| اسرائیل                | ۱۱ مه ۱۹۴۹      |                 |
| ایتالیا                | ۱۴ دسامبر ۱۹۵۵  |                 |
| جامائیکا               | ۱۸ سپتامبر ۱۹۶۲ |                 |
| ژاپن                   | ۱۸ دسامبر ۱۹۵۶  |                 |
| اردن                   | ۱۴ دسامبر ۱۹۵۵  |                 |
| قزاقستان               | ۲ مارس ۱۹۹۲     |                 |
| کنیا                   | ۱۶ دسامبر ۱۹۶۳  |                 |
| کیریباتی               | ۱۴ سپتامبر ۱۹۹۹ |                 |
| کویت                   | ۱۴ مه ۱۹۶۳      |                 |
| قرقیزستان              | ۲ مارس ۱۹۹۲     |                 |
| لائوس                  | ۱۴ دسامبر ۱۹۵۵  |                 |
| لتونی                  | ۱۷ سپتامبر ۱۹۹۱ |                 |
| لبنان                  | ۲۴ اکتبر ۱۹۴۵   |                 |
| لسوتو                  | ۱۷ اکتبر ۱۹۶۶   |                 |
| لیبریا                 | ۲ نوامبر ۱۹۴۵   |                 |
| لیبی                   | ۱۴ دسامبر ۱۹۵۵  |                 |
| لیختن‌اشتاین            | ۱۸ سپتامبر ۱۹۹۰ |                 |
| لیتوانی                | ۱۷ سپتامبر ۱۹۹۱ |                 |
| لوکزامبورگ             | ۲۴ اکتبر ۱۹۴۵   |                 |
| ماداگاسکار             | ۲۰ سپتامبر ۱۹۶۰ |                 |
| مالاوی                 | ۱ دسامبر ۱۹۶۴   |                 |
| مالزی                  | ۱۷ سپتامبر ۱۹۵۷ |                 |
| مالدیو                 | ۲۱ سپتامبر ۱۹۶۵ |                 |
| مالی                   | ۲۸ سپتامبر ۱۹۶۰ |                 |
| مالت                   | ۱ دسامبر ۱۹۶۴   |                 |
| جزایر مارشال           | ۱۷ سپتامبر ۱۹۹۱ |                 |
| موریتانی               | ۲۷ اکتبر ۱۹۶۱   |                 |
| موریس                  | ۲۴ آوریل ۱۹۶۸   |                 |
| مکزیک                  | ۷ نوامبر ۱۹۴۵   |                 |
| ایالات فدرال میکرونزی  | ۱۷ سپتامبر ۱۹۹۱ |                 |
| موناکو                 | ۲۸ مه ۱۹۹۳      |                 |
| مغولستان               | ۲۷ اکتبر ۱۹۶۱   |                 |
| مونته‌نگرو              | ۲۸ ژوئن ۲۰۰۶    |                 |
| مراکش                  | ۱۲ نوامبر ۱۹۵۶  |                 |
| موزامبیک               | ۱۶ سپتامبر ۱۹۷۵ |                 |
| میانمار                | ۱۹ آوریل ۱۹۴۸   |                 |
| نامیبیا                | ۲۳ آوریل ۱۹۹۰   |                 |
| نائورو                 | ۱۴ سپتامبر ۱۹۹۹ |                 |
| نپال                   | ۱۴ دسامبر ۱۹۵۵  |                 |
| پادشاهی هلند           | ۱۰ دسامبر ۱۹۴۵  |                 |
| نیوزیلند               | ۲۴ اکتبر ۱۹۴۵   |                 |
| نیکاراگوئه             | ۲۴ اکتبر ۱۹۴۵   |                 |
| نیجر                   | ۲۰ سپتامبر ۱۹۶۰ |                 |
| نیجریه                 | ۷ اکتبر ۱۹۶۰    |                 |
| نروژ                   | ۲۷ نوامبر ۱۹۴۵  |                 |
| عمان                   | ۷ اکتبر ۱۹۷۱    |                 |
| پاکستان                | ۳۰ سپتامبر ۱۹۴۷ |                 |
| پالائو                 | ۱۵ دسامبر ۱۹۹۴  |                 |
| پاناما                 | ۱۳ نوامبر ۱۹۴۵  |                 |
| پاپوآ گینه نو          | ۱۰ اکتبر ۱۹۷۵   |                 |
| پاراگوئه               | ۲۴ اکتبر ۱۹۴۵   |                 |
| پرو                    | ۳۱ اکتبر ۱۹۴۵   |                 |
| فیلیپین                | ۲۴ اکتبر ۱۹۴۵   |                 |
| لهستان                 | ۲۴ اکتبر ۱۹۴۵   |                 |
| پرتغال                 | ۱۴ دسامبر ۱۹۵۵  |                 |
| قطر                    | ۲۱ سپتامبر ۱۹۷۱ |                 |
| کره جنوبی              | ۱۷ سپتامبر ۱۹۹۱ |                 |
| مولدووا                | ۲ مارس ۱۹۹۲     |                 |
| رومانی                 | ۱۴ دسامبر ۱۹۵۵  |                 |
| روسیه                  | ۲۴ اکتبر ۱۹۴۵   |                 |
| رواندا                 | ۱۸ سپتامبر ۱۹۶۲ |                 |
| سنت کیتس و نویس        | ۲۳ سپتامبر ۱۹۸۳ |                 |
| سنت لوسیا              | ۱۸ سپتامبر ۱۹۷۹ |                 |
| سنت وینسنت و گرنادین‌ها | ۱۶ سپتامبر ۱۹۸۰ |                 |
| ساموآ                  | ۱۵ دسامبر ۱۹۷۶  |                 |
| سان مارینو             | ۲ مارس ۱۹۹۲     |                 |
| سائوتومه و پرنسیپ      | ۱۶ سپتامبر ۱۹۷۵ |                 |
| عربستان سعودی          | ۲۴ اکتبر ۱۹۴۵   |                 |
| سنگال                  | ۲۸ سپتامبر ۱۹۶۰ |                 |
| صربستان                | ۱ نوامبر ۲۰۰۰   |                 |
| سیشل                   | ۲۱ سپتامبر ۱۹۷۶ |                 |
| سیرالئون               | ۲۷ سپتامبر ۱۹۶۱ |                 |
| سنگاپور                | ۲۱ سپتامبر ۱۹۶۵ |                 |
| اسلواکی                | ۱۹ ژانویه ۱۹۹۳  |                 |
| اسلوونی                | ۲۲ مه ۱۹۹۲      |                 |
| جزایر سلیمان           | ۱۹ سپتامبر ۱۹۷۸ |                 |
| سومالی                 | ۲۰ سپتامبر ۱۹۶۰ |                 |
| آفریقای جنوبی          | ۷ نوامبر ۱۹۴۵   |                 |
| سودان جنوبی            | ۱۴ ژوئیه ۲۰۱۱   |                 |
| اسپانیا                | ۱۴ دسامبر ۱۹۵۵  |                 |
| سری‌لانکا               | ۱۴ دسامبر ۱۹۵۵  |                 |
| سودان                  | ۱۲ نوامبر ۱۹۵۶  |                 |
| سورینام                | ۴ دسامبر ۱۹۷۵   |                 |
| اسواتینی               | ۲۴ سپتامبر ۱۹۶۸ |                 |
| سوئد                   | ۱۹ نوامبر ۱۹۴۶  |                 |
| سوئیس                  | ۱۰ سپتامبر ۲۰۰۲ |                 |
| سوریه                  | ۲۴ اکتبر ۱۹۴۵   |                 |
| تاجیکستان              | ۲ مارس ۱۹۹۲     |                 |
| تایلند                 | ۱۶ دسامبر ۱۹۴۶  |                 |
| مقدونیه شمالی          | ۸ آوریل ۱۹۹۳    |                 |
| تیمور شرقی             | ۲۷ سپتامبر ۲۰۰۲ |                 |
| توگو                   | ۲۰ سپتامبر ۱۹۶۰ |                 |
| تونگا                  | ۱۴ سپتامبر ۱۹۹۹ |                 |
| ترینیداد و توباگو      | ۱۸ سپتامبر ۱۹۶۲ |                 |
| تونس                   | ۱۲ نوامبر ۱۹۵۶  |                 |
| ترکیه                  | ۲۴ اکتبر ۱۹۴۵   |                 |
| ترکمنستان              | ۲ مارس ۱۹۹۲     |                 |
| تووالو                 | ۵ سپتامبر ۲۰۰۰  |                 |
| اوگاندا                | ۲۵ اکتبر ۱۹۶۲   |                 |
| اوکراین                | ۲۴ اکتبر ۱۹۴۵   |                 |
| امارات متحده عربی      | ۹ دسامبر ۱۹۷۱   |                 |
| بریتانیا               | ۲۴ اکتبر ۱۹۴۵   |                 |
| تانزانیا               | ۱۴ دسامبر ۱۹۶۱  |                 |
| ایالات متحده آمریکا    | ۲۴ اکتبر ۱۹۴۵   |                 |
| اروگوئه                | ۱۸ دسامبر ۱۹۴۵  |                 |
| ازبکستان               | ۲ مارس ۱۹۹۲     |                 |
| وانواتو                | ۱۵ سپتامبر ۱۹۸۱ |                 |
| ونزوئلا                | ۱۵ نوامبر ۱۹۴۵  |                 |
| ویتنام                 | ۲۰ سپتامبر ۱۹۷۷ |                 |
| یمن                    | ۳۰ سپتامبر ۱۹۴۷ |                 |
| زامبیا                 | ۱ دسامبر ۱۹۶۴   |                 |
| زیمبابوه               | ۲۵ اوت ۱۹۸۰     |                 |